# Arjette Cameron
Arjette Cameron (1965) is een Nederlandse schaakster. In 1982 was ze kampioen bij de meisjes tot 20 jaar. Het jaar daarop deelde haar tweelingzus Pernette de titel met Heleen de Greef.
In 1999 heeft Cameron haar lidmaatschap van de KNSB beëindigd.